# Туришкіно (присілок)
Тури́шкино (рос. Турышкино) — село в Кіровському районі Ленінградської області, Росія.